# Club de Deportes Green Cross
Il Club de Deportes Green Cross è stata una società calcistica cilena di Santiago, fondata il 27 giugno 1916 e sciolta nel 1964.

## Storia

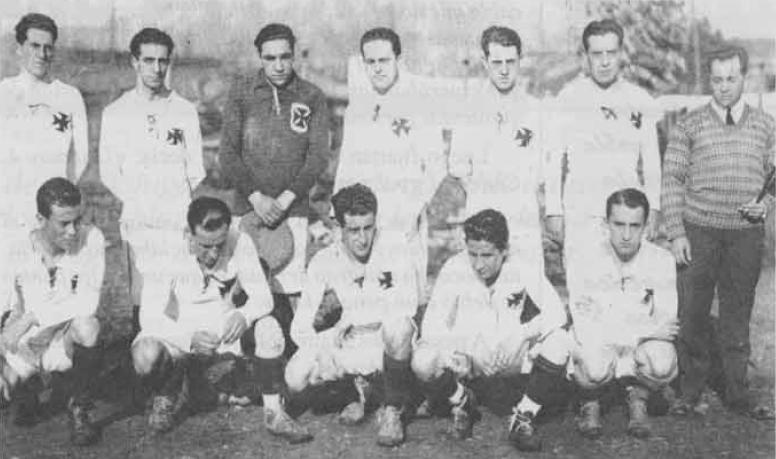
La squadra del Green Cross nel 1926

Fu fondato il 27 giugno 1916 da studenti di varie scuole quali San Ignacio, San Pedro Nolasco, Seminario e Padres Franceses a Santiago. Nel 1927 diventò una polisportiva, aggregando al calcio altre discipline, come pallanuoto, automobilismo, basket e nuoto. Durante i primi anni 1920 la società calcistica prese parte alla Asociación de Fútbol de Santiago, accanto a club come Club Deportivo Magallanes, Badminton, Santiago Football Club, Santiago National e Gimnástico Arturo Prat. Con l'unificazione delle leghe del 1926 nella Liga Central de Football, il Green Cross fu incluso nella quarta serie del campionato; nel 1928 ottenne la promozione in seconda divisione. Dopo che nel 1929 svariate società erano fallite, il Green Cross venne ammesso alla prima divisione, ma i risultati furono scarsi.

### Gli anni '30
A fine maggio 1933 il club fu tra i fondatori, con Colo-Colo, Bádminton, Unión Española, Audax Italiano, Morning Star, Club Deportivo Magallanes e Santiago National, della Liga Profesional de Football (LPF), prima competizione professionistica riconosciuta dalla Federación de Fútbol de Chile.
Retrocesso in seconda divisione, tornò in prima solo nel 1939; a questa stagione appartiene un record che durò fino al 2004: il calciatore Juan Morcillo segnò per dodici giornate consecutive, e solo Jaime Riveros, sessantacinque anni dopo, riuscì a superare tale primato.

### Anni '40 e '50
Nel 1945, il Green Cross, allenato da Eugenio Ibarra, vinse il suo unico titolo nazionale di prima divisione asommando 30 punti in 22 incontri, tre in più dell'Unión Española, e piazzò un proprio giocatore, Juan Zárate, in cima alla classifica cannonieri con 17 reti. Nel 1951 e 1952 il Green Cross si classifica ultimo in campionato; stante però l'assenza di una seconda divisione, evita la retrocessione. Nel 1955 un argentino, Nicolás Moreno, diventa il miglior marcatore del torneo con 27 gol.

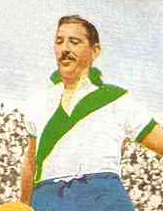
Gustavo Albella

Nel 1957 e nel 1958 Gustavo Albella, altro attaccante argentino, diviene capocannoniere del campionato nazionale, rispettivamente con 27 e 23 realizzazioni; ciò nonostante, il club retrocede in seconda divisione nella seconda di queste due stagioni.

### Anni '60: l'incidente aereo e la fusione

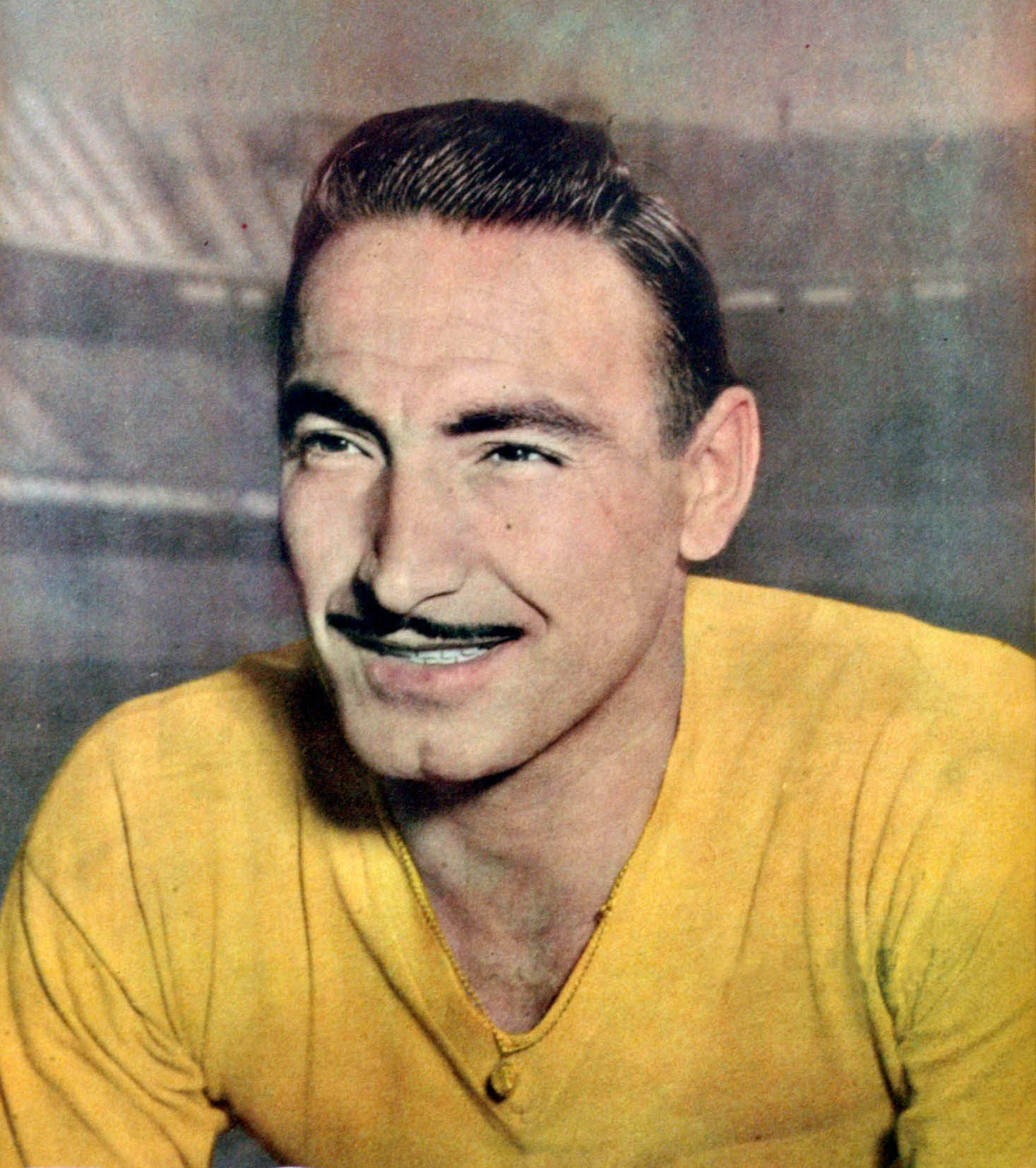
Julio Musimessi, al Green Cross nel 1960

Nel 1960 Green Cross si aggiudica il campionato di seconda divisione; nel 1961 il torneo si allarga, tanto da includere squadre da tutto il paese. Il 3 aprile 1961, in seguito a una partita di Copa Chile giocata a Osorno, la squadra decide di tornare in aereo a Santiago; il ghiaccio e le avverse condizioni meteorologiche causano lo schianto del velivolo, nel quale perdono la vita tutti gli occupanti, di cui venti membri del Green Cross tra calciatori, allenatore e staff tecnico.
Nello stesso anno, il club viene coinvolto in uno scandalo amministrativo: il presidente Fernando Jaramillo Phillips, tesoriere del Banco Central de Chile, fu accusato di aver rubato alle casse della banca 264.000 escudos, con l'intenzione di risanare quelle del club, colpito da una pesante crisi economica. Il 28 settembre Jaramillo fu arrestato mentre cercava di fuggire verso l'Argentina; fu condannato a dodici anni e 180 giorni di carcere, insieme ad altri due dirigenti del Green Cross, Benjamín Raúl Bocaz e Gregorio Risco Villena. Nel 1963, dopo la retrocessione, la società torna in massima divisione; ma ha comunque breve vita. Nel 1964 si fonde difatti con il Deportes Temuco, trasferendosi nella città di Temuco.
Nel febbraio del 2015, a ben 53 anni di distanza, un gruppo di alpinisti ha ritrovato i resti dell'aereo caduto sulle Ande a oltre 3.000 metri di altezza. Gli alpinisti non hanno voluto rivelare il luogo preciso del ritrovamento temendo che possa diventare una sorta di macabra attrazione turistica.

## Palmarès

### Competizioni nazionali
- Campionato cileno: 1

1945
- Primera B: 2

1960, 1963

### Altri piazzamenti
- Primera B:

Secondo posto: 1959

## Giocatori celebri
- Santiago Salfate